# マイク・ハガー
マイク・ハガー（Mike Haggar）は、カプコンのアクションゲーム『ファイナルファイト』シリーズに登場する架空の人物。同シリーズにおいては皆勤を果たしている。

## キャラクターの設定

### 『ファイナルファイト』シリーズ
メトロシティの市長で、元ストリートファイター。通称「戦う市長」。娘にジェシカがいる（妻のナンシーは故人）。
初代『ファイナルファイト』において、メトロシティの巨大犯罪組織マッドギアに徹底的な弾圧を加えるが、その報復として愛娘のジェシカをマッドギアに誘拐されてしまう。ジェシカ救出のためにコーディーとガイと共に殴り込みをかけ、ボスのベルガーを倒してマッドギアを叩き潰した。
その後も市長職を続け、『ファイナルファイト2』（以下『2』と表記）では彼の家に居候していたカルロス宮本とガイの妹弟子である源柳斎マキと共に新生マッドギアを、『ファイナルファイト タフ』（以下『タフ』と表記）ではメトロシティに帰って来たガイと女刑事ルシアと謎の青年ディーンと共に敵組織「スカルクロス」を、それぞれ壊滅させる。
50歳を超えていても筋力は衰えるどころか、ますますパワーアップしていると『タフ』のプロフィールで謳われている。また同作では髪を後ろまで伸ばしている。
戦闘服は上半身裸にサスペンダー1本のみ。『2』では手にグローブをはめて脚にプロテクターを装着し、『タフ』では長ズボンがスパッツ状の半ズボンに変更されたが、いずれの新コスチュームも上半身がサスペンダー1本のみは変わらない。

### その他
『ストリートファイターZERO』（以下『ZERO』と表記）シリーズにおいては、『ZERO2』と『ZERO3』でガイのステージの背景に登場する。その他に『ZERO3』ではガイのサイドストーリーに登場しており、またコーディーのプロフィールの「嫌いなもの」には「ハガーの説教」とあることから、投獄の身となったコーディーに度々面会に行っては世話を焼いているようである。
『ストリートファイターIII 2nd IMPACT』ではヒューゴーのエンディングの1つにハガーが名前のみ登場しており、プロレスのタッグトーナメントにおいてブラック・ウィドーと「スラムスターズ」を組み、ヒューゴーとエレナのチーム「ビューティー&ビースト」と対戦している。
『ストリートファイターV』（以下『V』と表記）ではコーディーを裏工作によって釈放・無罪放免にさせて自身の市長の座を後継させている。『V』のコーディーのストーリーに登場する女性秘書・マーロウはかつてハガーの部下であった。また、ニューヨークに「ハガー投資銀行」を設けており、この銀行は『V』の「City of Chaos」ステージの背景に登場している。『V』でルシアが追加キャラクターになった際には、彼女のストーリーにおいて調査の依頼をしている。
同社のプロレスゲーム『マッスルボマー』シリーズにも「マイク“マッチョ”ハガー」のリングネームで登場している。『カプコンファイティングオールスターズ』にも登場が決定していたが、作品自体がお蔵入りになった。その後に発売された『CAPCOM FIGHTING Jam』ではアレックスのエンディングに登場している。
『MARVEL VS. CAPCOM 3 Fate of Two Worlds』（以下『MVC3』と表記）において、『ファイナルファイト リベンジ』（以下『リベンジ』と表記）以来の対戦型格闘ゲームにプレイヤーキャラクターとして登場。『NAMCO x CAPCOM』でも『ファイナルファイト』からガイと共にプレイヤーキャラクターとして登場している。
『V』の公式サイト「シャドルー格闘家研究所」の「キャラ図鑑」ではハガーと戦ったことがあるレスラーとして「アントラー猪木」が紹介されている。なお、アントラー猪木の名前は『クラブ☆カプコン創刊号』掲載の『マッスルボマー』関連の記事に掲載されている。
「なぜ、彼のような強面が市長になれたのか?」という理由について『ストリートファイター』シリーズのケンは「このことが不思議で仕方が無い」としつつも、「メトロシティのチンピラの間では先代の市長を脅したという噂があるが、実際はプロレスラーだった頃に有名になり、人柄もいいということで人望を集めて、正当な選挙を経て市長になった」と語っている。

## ゲーム上の特徴
ベルトスクロールアクションゲーム版『ファイナルファイト』シリーズのプレイヤーキャラクター中でパワーは1番であるが、攻撃速度は最も遅い。パイルドライバーやバックドロップなどのプロレス技を得意とする。
得意武器は鉄パイプで、素早く振ること（『タフ』では連続攻撃）が可能。初代のボーナスステージ1の車破壊はハガーでないと最高タイムを出せない。『2』では角材、『マイティファイナルファイト』（以下『マイティ』と表記）ではハンマーを得意アイテムにしている。

## 技の解説

### 通常技
ボディーブロー
アクションゲーム版での通常のパンチ攻撃。最大2発まで出せる。
ハンマーナックル
上記の「ボディーブロー」を2発出した後に攻撃ボタンを押すと繰り出すフィニッシュ技。
ドロップキック
アクションゲーム版での通常のジャンプ攻撃。ヒットした相手はダウンする。
彼と同じく通常のジャンプ攻撃が垂直ジャンプでもレバー入れジャンプでも同じフォームの技になるのは『タフ』のルシアとディーンだけである。

#### 連続技
ボディーブロー×2→ハンマーナックル（フィニッシュ）
『ファイナルファイト』シリーズでは基本の連続技。『マッスルボマー』ではラッシュ状態のときのみ使用可能。

### 投げ技
頭突き
最大3発まで出せる掴み技。
バックドロップ
初代と『マイティ』で使用可能な通常投げ。『タフ』では背後から仕掛けた場合に使用可能。
ブレーンバスター
『2』で使用可能な通常投げ。
リフトアップスラム
『タフ』で使用可能な通常投げ。
回り込み
『タフ』で使用可能な掴み動作。掴んだ相手の背後に回り込む。

### 特殊技
フライングボディアタック
初代と『2』で使用可能。ジャンプ中に出せる技で攻撃判定が広く、ヒットすれば必ずダウンを奪える。なお『タフ』ではダッシュジャンプ中に限り使用可能。
ヒップドロップ
『マイティ』と『タフ』で使用可能。こちらもジャンプ中に出せる技で、ヒットすればダウンを奪える。
スチールパイプ
『MVC3』で使用可能。鉄パイプを振り下ろす。初代の鉄パイプ攻撃を再現したもの。

### 必殺技
ダブルラリアット
両腕を広げ回転、前後左右にラリアットを繰り出す。体力を少し消費するが完全無敵。『リベンジ』では他の作品と仕様が違い、ザンギエフの使う同技に性能が近い。『NAMCO x CAPCOM』ではMA攻撃として2体の敵を同時に攻撃できるほか、遠距離攻撃の回避スキルとしても使われる。
クイックダブルラリアット
『リベンジ』の技。回転数の少ないダブルラリアット。
フライングパイルドライバー
初代と『マイティ』で使用可能。大きくジャンプして相手にパイルドライバーを叩き込む。また着地点付近にいる他の敵を巻き込める。ベルトスクロール版での『2』以降は「スクリューパイルドライバー」にバージョンアップしているが、『MVC3』ではこちらが必殺技として実装されている。
スクリューパイルドライバー
『2』からの技。前作での「フライングパイルドライバー」の改良版。空中で回転しながら相手にパイルドライバーを叩き込む技。
スクランブル・ハガー・プレス
『マイティ』の技および『NAMCO x CAPCOM』のスキル（表記は「Sハガープレス」）。
『マイティ』では、両腕を広げて正面から横方向へ体当たりする技。攻撃判定が広く、さらにヒット時には相手を捕まえることができ、「フライングパイルドライバー」へと繋げられる。
『NAMCO x CAPCOM』では、隣接する敵1体の気絶値を50上昇し、1マス後退させるマップスキル。
スカイハイバックドロップ
『タフ』からの技。相手の背後に回り込んだ際使用可能。相手諸とも大きくジャンプし上空からバックドロップで相手を地面に叩き突ける。また着地点付近の敵も巻き込める。
バイオレントアックス
『スーパーマッスルボマー』からの技で、『タフ』でも使用。両腕を振り上げる2段ヒットの打撃技。なお密着状態から出せば3発ヒットする。『スーパーマッスルボマー』ではラッシュ状態で使用すると威力が上昇し、ヒットした相手がより高く吹き飛ぶようになる。『MVC3』ではコマンド入力時のボタンによりショルダータックルや「アングリーハンマー」のような振り下ろすモーションも加わる。
アングリーハンマー
『マッスルボマーDUO』および『スーパーマッスルボマー』での技。前進して両腕を振り下ろす突進技だが、『NAMCO x CAPCOM』では「バイオレントアックス」のように両腕を振り上げる打撃技に変更されている。
パワースウィング
『リベンジ』の技。「バイオレントアックス」と同じく両腕を振り上げる打撃技であるが、炎を纏うという点が違う。
ハンマースルー
『リベンジ』の技。相手の攻撃を受け止めて投げ技で返す。
ワイルドスウィング
『MVC3』の技。空中で相手を掴み、振り回して投げ落とす。
フードラムランチャー
『MVC3』の技。相手を掴んで上方に放り投げる。弱は打撃投げ、中はガード不能の打撃投げ、強は対空投げとなる。
クリンナップ・ザ・シティ
『マーベル VS. カプコン:インフィニット』（以下『MVCI』）の技。
最初のコマンドでドラム缶を抱え、追加入力でドラム缶を投げる飛び道具。空中版は追加入力無しでその場から投げつける。
Pの入力で近距離、Kの入力で遠距離に山なりの軌道で投げる。また抱えている最中でもレバー入力で左右に移動できるが、ドラム缶は相手の通常技でも破壊されてしまう。
ドラム缶を抱えたときにランダムで光るドラム缶に変化する場合があり、これを相手に投げつけて当たったときのみ専用のアイテム（後述）がステージ上に出現し、取得することで様々な効果を発揮する。
- リンゴ

ハイパーコンボゲージが少し増加
- 肉

ハイパーコンボゲージが大きく増加
- 金塊

インフィニティストーンゲージが少し増加
- 宝石

インフィニティストーンゲージが大きく増加

### スーパーメガクラッシュ / スーパームーブ / ハイパーコンボ
『NAMCO x CAPCOM』での「必殺技」は対戦型格闘ゲームで言う「超必殺技」や「スーパーコンボ」に相当するため、それもここに記述する。
ファイナルハンマー
『タフ』のスーパーメガクラッシュ。上への投げ飛ばし→「スカイハイバックドロップ」→「スクリューパイルドライバー」の連続コンビネーション。技中は完全無敵である。
ギャンブルスラム
『リベンジ』のスーパームーブ。相手を掴むとルーレットが出現し、出た目に従って様々な投げ技を行う。
ジャイアントスイング
『リベンジ』のスーパームーブ。空中の相手を掴みにかかる技で、両脚を掴み回転して投げ飛ばす。
デスクワークガトリング
『MVC3』のハイパーコンボ。ボディブローを叩き込み、ヒットするとさらにボディブローの連打を打ち込み、「バイオレントアックス」でフィニッシュを決める。
暗転時にボタンを連打するとボディブローの回数が増える仕組みになっており、連打数に応じて、ボディブロー発動時にハガーの目が光ったり、赤いオーラが吹き出す演出が入る。
原作でのテクニック「パンチはめ」を擬似的に再現したもの。
ジャイアントハガープレス
『MVC3』のハイパーコンボ。上空に跳び上がってからボディプレスで落下し、着地の際に衝撃波を発する。
マッスルディスコース
『MVC3』のハイパーコンボ（レベル3専用）。相手にバックドロップを決めてからジャイアントスイングで上空に放り上げ、追って空中で掴んだ相手を「スクリューパイルドライバー」で地面に叩き落とす。
『MVCI』では下記の「マッスルボマー」と入れ替わる形で削除された。
マッスルボマー
『NAMCO x CAPCOM』での必殺技。元は『スーパーマッスルボマー』でのヴィクター・オルテガの技。
『MVCI』で上記の「マッスルディスコース」と入れ替わり、ハイパーコンボ（レベル3専用）として使用。

## 反響
雑誌『ゲーメスト』において、例年の大賞獲得キャラクターは春麗やワルキューレなどの女性キャラクターがほとんどを占めていた中、プロレスラーで、しかも市長という設定が人気を博して、1990年度のキャラクター部門で大賞を獲得した。日本国外でも人気があり、『MVC3』で登場するまでは「何でハガーが出ないのか」といった意見が多かったが、出ない理由は毎回マッチョ系の枠をザンギエフに持って行かれたため。

## 登場作品
- ファイナルファイトシリーズ
- マッスルボマー
  - マッスルボマーDUO
  - スーパーマッスルボマー
- アドベンチャークイズ カプコンワールド2
- キャプテンコマンドー - 得点アイテムの胸像の人物がハガーである。
- SNK VS. CAPCOM 激突カードファイターズ全シリーズ（トレーディングカードゲーム版も含む）
- NAMCO x CAPCOM
- MARVEL VS. CAPCOM 3 Fate of Two Worlds - プレイヤーキャラクターとして登場。
- 鬼武者Soul
- マーベル VS. カプコン:インフィニット - プレイヤーキャラクターとして登場。

## 担当声優
- 置鮎龍太郎（ファイナルファイトCD）
- 水鳥鉄夫（スーパーマッスルボマー）[要出典]
- 玄田哲章（NAMCO x CAPCOM）
- 梁田清之（MARVEL VS. CAPCOM 3 Fate of Two Worlds）※日本語音声
- マット・リーディ（MARVEL VS. CAPCOM 3 Fate of Two Worlds、マーベル VS. カプコン:インフィニット）※英語音声
- 佐々木義人（ハイスコアガール）